# Dziwna
El Dziwna es uno de los tres estrechos que conectan la laguna de Szczecin con la bahía de Pomerania del mar Báltico. Es el  estrecho oriental, delimitado por la isla de Wolin y la parte continental de Polonia. A veces es considerado también como un ramal o distributario del río Oder.  
Las principales ciudades localizados a orillas del Dziwna son Wolin, Kamien Pomorski y Dziwnów.